# Lambert van Nistelrooij

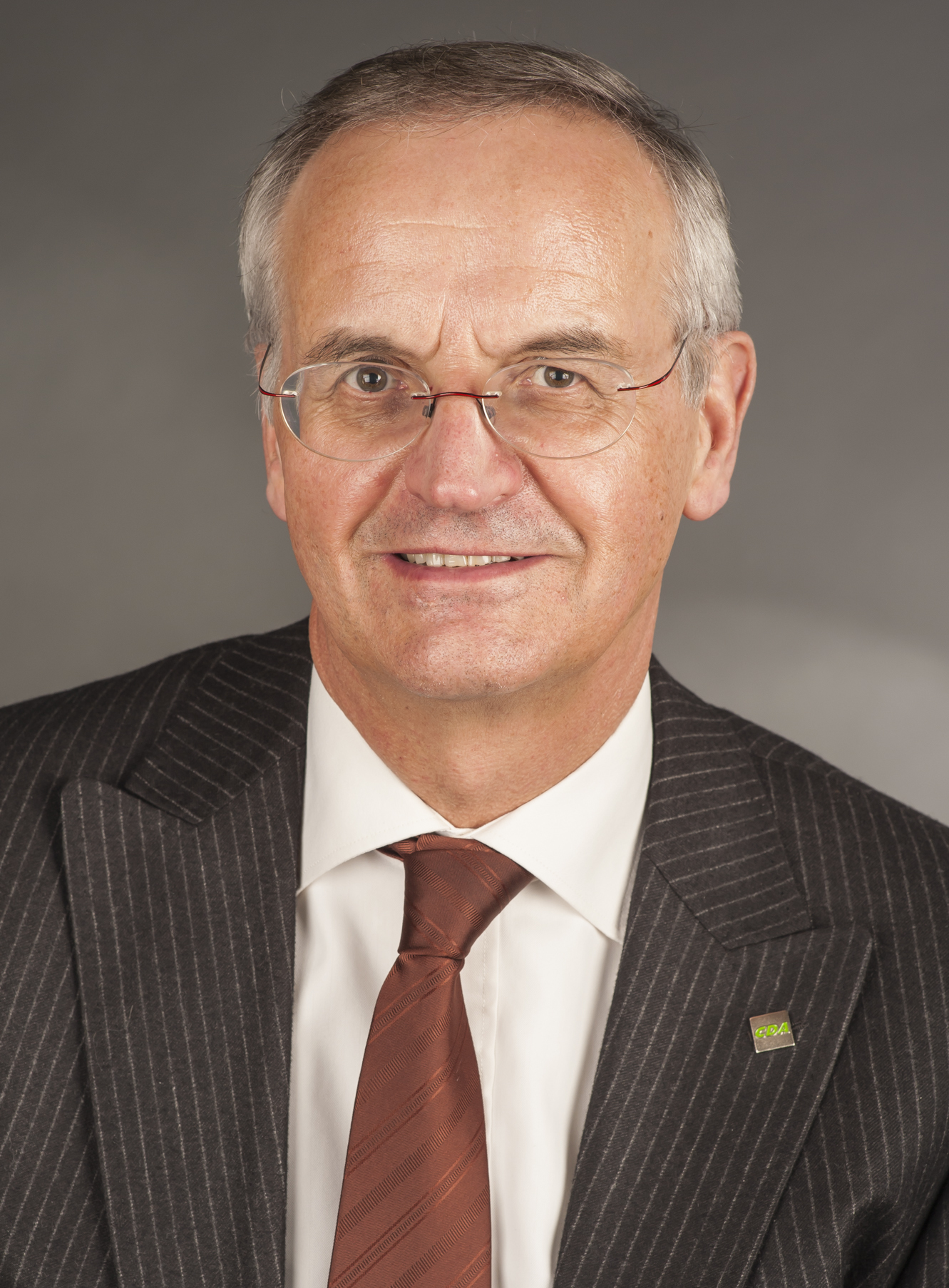
Lambert van Nistelrooij 2014

Lambert van Nistelrooij  (* 5. März 1953 in Nuland) ist ein niederländischer Politiker der Partei Christen-Democratisch Appèl (CDA).

## Leben
Nach einem Studium der Sozialgeografie an der Radboud-Universität Nijmegen schloss Lambert van Nistelrooij 1979 sein Studium mit der Auszeichnung cum laude ab. Es folgte von 1979 bis 1983 eine Tätigkeit bei der Stadtregion Tilburg und von 1983 bis 1988 als Leitender Mitarbeiter bei der Provinz Gelderland. Von 1987 bis 1991 war er Leiter der Führungskräftefortbildung und des Organisationsaufbaus beim Christlichen Bauernbund Nord-Brabant. Er übernahm zwischen 1999 und 2003 den Vorsitz der sozialen Organisationen „Alive“ und „European Challenge to Ageing“. Er ist zudem Mitglied bei den Rittern des Oranien-Nassau-Ordens.

## Politik
Lambert van Nistelrooij war von 1991 bis 2003 Mitglied der Provinzialausschüsse in der Provinz Noord-Brabant sowie von 1992 bis 2003 Vorsitzender in der Generalversammlung der Regionen Europas. Er war von 1995 bis 2003 als Delegationsmitglied und Berichterstatter im Ausschuss der Regionen und hatte verschiedene Ämter in der Regionalkammer des Europarats.
Er sitzt seit dem 8. Juni 2004 als Mitglied im Europäischen Parlament für die Niederlande. Er ist Mitglied im Ausschuss für regionale Entwicklung und in den Delegationen für die Beziehungen zu den Ländern der Andengemeinschaft sowie in der Parlamentarischen Versammlung Europa-Lateinamerika. 